# Zafrona idalina
Zafrona idalina är en snäckart som först beskrevs av Pierre Louis Duclos 1840.  Zafrona idalina ingår i släktet Zafrona och familjen Columbellidae. Inga underarter finns listade i Catalogue of Life.